# Ailsastra paulayi
Ailsastra paulayi is een zeester uit de familie Asterinidae.
De wetenschappelijke naam van de soort werd in 2005 gepubliceerd door O'Loughlin & Rowe.